# Bome (sculpteur)
Cet article concerne le sculpteur japonais. Pour l'espar articulé à la base du mât, voir Bôme.
Bome (ボーメ, Bōme) est le pseudonyme d'un sculpteur japonais qui sculpte principalement des femmes de style anime pour une sortie commerciale de masse. 
Son pseudonyme est une contraction de Cap (野球帽, Yakyū bō) de baseball et Eyeglasses (めがね, Megane), qu’il porte régulièrement. 
Il a commencé à fabriquer des kits de garage et travaille maintenant pour Kaiyodo une société japonaise spécialisée dans les figurines liées aux dessins animés. 
Kaiyodo a publié une collection Monsieur Bome, comprenant des personnages de dessins animés et de jeux vidéo populaires tels que Gunbuster, Full Metal Panic, Dead or Alive, Kiddy Grade, Xenosaga et Jingai Makyō. Bome a, entre autres, sculpté des personnages de Neon Genesis Evangelion et Sailor Moon.

## Pratique artistique
Le travail de Bome, comme certains des dessins animés sur lesquels il est basé, associe souvent de jolis traits du visage et des attributs sexuels exagérés tels que de gros seins défiant la gravité. Beaucoup de personnages sont légèrement vêtus ou posés de manière que les sous-vêtements soient visibles. Parfois, ils peuvent posséder des vêtements amovibles qui exposent les culottes et les soutiens-gorge. Au moins une figurine (Jungle Emi) aurait été nue dans sa version japonaise ; il était supposé inclure un soutien-gorge à dos nu amovible dans sa sortie mondiale, mais de nombreux fans déçus ont constaté que le haut à dos nu n'était en réalité pas amovible. Akira de Sukapon-Do, son dernier modèle (et peut-être même final) de la série Mon-Sieur Bome, est une reprise du modèle qu’il avait précédemment fabriqué - avec ses seins recouverts. 
Les collectionneurs et les acheteurs de jouets considèrent le travail de Bome comme étant de bonne qualité en raison de la précision de sa peinture, de ses détails, de sa représentation fidèle du personnage, de ses poses naturalistes et de ses normes de fabrication élevées. Cette opinion est reflétée par l'exposition de Bome en 1998 dans le cadre de Ero Pop Tokyo, un événement organisé par l'artiste japonais Takashi Murakami, qui s'est tenu à Los Angeles de mai à juin.

### Mon-sieur Bome Series
- Vol.01 : Oni-Musume (Diablesse & Blue Repaint Version)
- Vol.02 : Tora-Musume (Elle-Tigre) (White Repaint Version)
- Vol.03 : Oni-Musume 2 (White Repaint Version)
- Vol.04 : Halloween-chan
- Vol.05 : Kirasaki Mai (Rouge) (édition orange pour 1 000 exemplaires
- Vol.06 : Kirasaki Sai (Vert) & Kirasaki Sui (version bleue, édition spéciale publiée aux États-Unis)
- Vol.07 : Bunny Girl (Black Repaint Version) et version blanche (version US anime con)
- Vol.08 : Xenosaga KOS-MOS
- Vol.09 : Kiddy Grade - Eclair & Lumiere
- Vol.10 : Magical Canan - Carmine (2006) [2]
- Vol.11 : Jungle Emmy (& Combat Version) & Cow Pattern (version américaine avec anime)
- Vol.12 : Panique Full Metal! - Chidori Kaname et Teletha Testarossa
- Vol.13 : Jingai Makyou - Ignis
- Vol.14 : Dead or alive - Robe blanche Kasumi (2006) [2] & Version noire repeinte
- Vol.15 : Dead or alive - Robe bleue Kasumi (Version noire Version exclusive de la boutique en ligne de Tecmo)
- Vol.16 : Oni-Musume 3 & White Repaint Version
- Vol.17 : Oni-Musume 4
- Vol.18 : Gunbuster - Noriko Takaya (2006) [2]
- Vol.19 : Kichikuou Rance - Yamamoto Isoroku
- Vol.20 : Otaku no Video - Misty May (2007) [2]
- Vol.21 : Honey Bunny Rio & Karen
- Vol.22 : Nuit Destin / Séjour - Tousaka Rin
- Vol.23 : Fate / Stay Night - Sabet
- Vol.24 : DieBuster - Buster-Machine No.07 Nono (2007) [2]
- Vol.25 : Mitsumi Misato Lucia d'après Positive Penguin Life
- Vol.26 : Akira de Sukapon-Do de Yano Takumi (selon une étiquette sur le blister, il pourrait s'agir du dernier de la série)
- Usagi 1-gō (1993, Kaiyodo) [2]

## Expositions et événements

### Expositions personnelles
- Bome-janvier 1998, Feature Inc., New York[3]
- Monsieur Bome - février 2002, Festival Wonder 2002 hiver, Tokyo Bigcite
- Bome : Exposition du 10e anniversaire Parco Factory-octobre 2007, Parco Factory, Tokyo
- Psyché-décembre 2009, Galerie Kaikai Kiki, Tokyo[4],[5],[6]
- Psyché-décembre 2010, Galerie Kaikai Kiki, Taipei[7]

### Expositions en vedette
- Wonder Festival-1993 (la première fois pour montrer Bome Schale 50 centimètres de figure bishojo haut)[8]
- Elopop Tokyo-mai 1998, George's XLarge, Los Angeles
- Super Flat-avril 2000, Galerie Parco, Tokyo
- Super Flat-janvier 2001, Musée d'art contemporain, Los Angeles, Los Angeles
- un art populaire-juin 2001, Fondation Cartier pour l'art contemporain, Paris
- Généalogie de la figurine: de Dogu à Kaiyodo, exposition spéciale de l'été - juillet-septembre 2010, Musée international du manga de Kyoto[9]
- Scope Basel 2012-juin 2012, Bâle
- Bishōjo no bijutsu-shi-juillet à septembre 2014, Musée d'art Aomori, Aomori[10],[11],[12].
  - Septembre à novembre 2014, Musée d'art de la préfecture de Shizuoka, Shizuoka.
  - Décembre 2014 à février 2015, Musée d'art Iwami, Masuda.